# Oculus Quest
El Oculus Quest es un auricular de realidad virtual independiente lanzado en 2019 por Oculus, propiedad de Meta. Ofrece seguimiento posicional, cámaras frontales para seguridad y la función «Oculus Link» para conectarse a una computadora. Recibió elogios por su precio y comodidad, pero críticas por su peso y calidad gráfica. Su sucesor, el Quest 2, se lanzó en 2020.

## Historia
En el Oculus Connect 3 de 2016, Mark Zuckerberg reveló el desarrollo de un auricular independiente de realidad virtual llamado «Santa Cruz». En el siguiente evento, el Oculus Connect 4, se anunció que la compañía emitiría kits de desarrollo para este modelo en 2018, presentando también los controladores que acompañarían al dispositivo. En 2018, en Oculus Connect 5, se oficializó el nombre del auricular como Oculus Quest.
El lanzamiento ocurrió el 21 de mayo de 2019 con versiones de 64 GB y 128 GB a US$399 y US$499, respectivamente. Luego, el 16 de septiembre de 2020, se anunció su sucesor, Quest 2, disponible a partir de octubre con precios iniciales de $299 y $399 para las versiones de 64 GB y 128 GB. La asistencia de software para el Quest original comenzó a ser retirada en 2023, con la eliminación de ciertas características sociales en marzo y actualizaciones limitadas a parches de mantenimiento y seguridad hasta 2024.

## Especificaciones técnicas

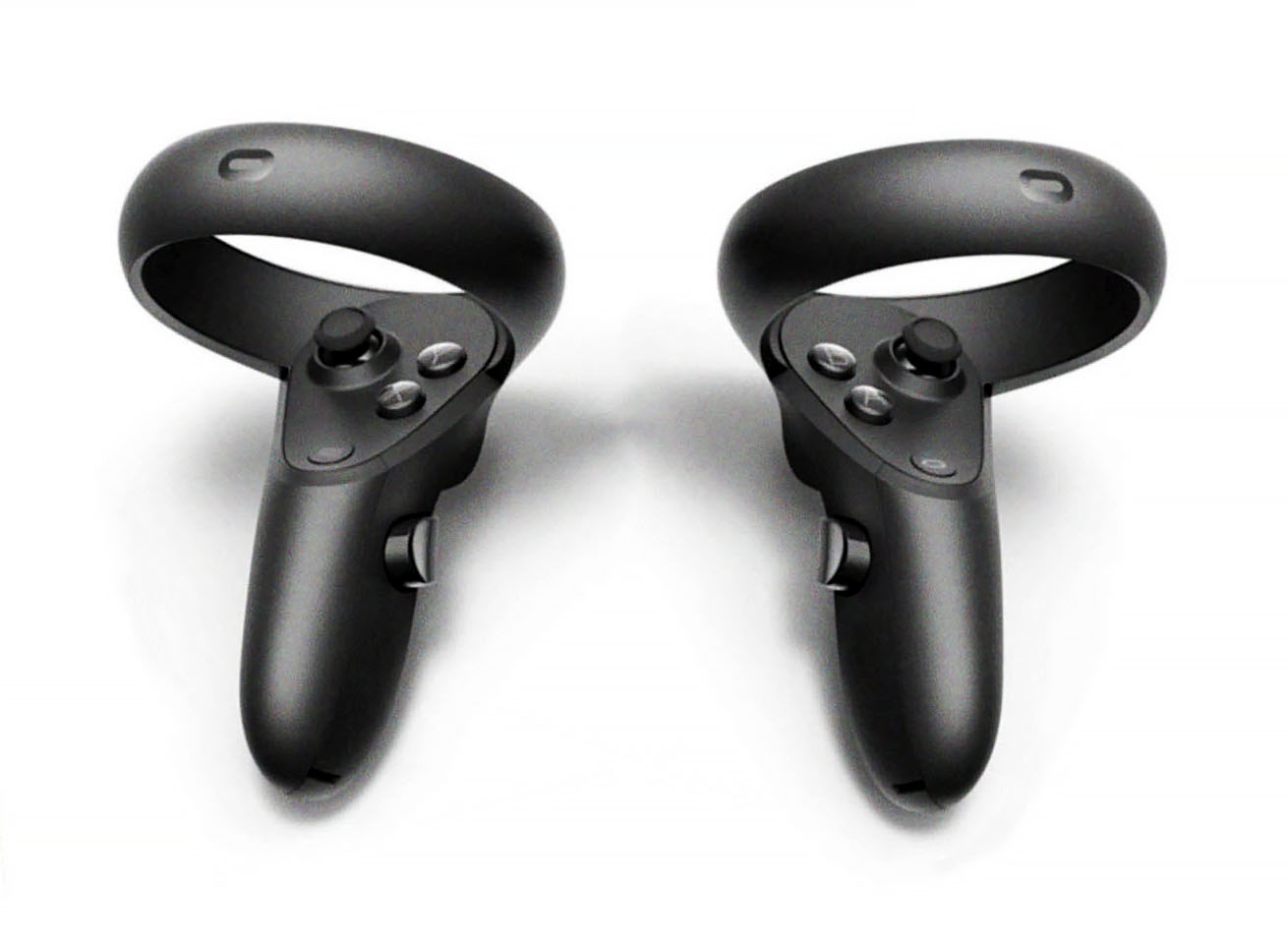
Controladores Oculus Touch de segunda generación incluidos con Oculus Rift S y Oculus Quest

Emplea un procesador Qualcomm Snapdragon 835 con 4 GB de RAM y ejecuta un sistema operativo basado en Android con ajustes para mejorar su rendimiento en aplicaciones de realidad virtual. Su diseño incluye una pantalla OLED PenTile para cada ojo, con una resolución de 1440×1600 y una frecuencia de actualización de 72 Hz, junto con ajuste físico de la distancia interpupilar para una mejor experiencia visual. En cuanto al seguimiento, utiliza un sistema «de adentro hacia afuera» llamado «Oculus Insight» que emplea cámaras frontales y algoritmos de inteligencia artificial para rastrear los movimientos del usuario, junto con una función de seguridad llamada «Passthrough» que muestra una vista de las cámaras cuando el usuario sale del área designada. Además, cuenta con controladores Oculus Touch y altavoces integrados, así como tomas de audio de 3.5 mm para auriculares externos.
También ofrece seguimiento de manos, introducido en 2019 y mejorado en 2020, permitiendo que los usuarios interactúen con el dispositivo sin necesidad de controladores. La actualización del sistema trajo consigo características como el seguimiento de manos en la interfaz principal y ciertas aplicaciones incorporadas. Con los controladores Oculus Touch, cuyos anillos de seguimiento fueron movidos para ser detectados por las cámaras del auricular, y opciones de audio versátiles que incluyen altavoces integrados y tomas de audio de 3.5 mm, el Oculus Quest ofrece una experiencia de realidad virtual completa.